# Erjon Bogdani
Erjon Bogdani (Tirana, 14 aprile 1977) è un allenatore di calcio, dirigente sportivo ed ex calciatore albanese, di ruolo attaccante.
È con 18 reti il miglior marcatore di sempre della nazionale albanese.

## Biografia
È sposato con Rossella Ariodante, avvocatessa salernitana. I due si sono sposati il 7 giugno 2010 a Salerno. Il suo testimone di nozze, nonché suo amico ed ex compagno di squadra al Siena è Leandro Rinaudo.
Arrivò in Italia da bambino insieme altri connazionali rifugiandosi con sua madre prima a Castellammare di Stabia e poi a Roma, per poi rientrare in patria. I due furono accolti dal prete don Paolo Cecere, lo stesso che ha officiato il matrimonio tra lui e Rossella.
È laureato in Economia e commercio.
Nel giugno 2011 è venuto alla luce il suo primo figlio, Alexander.

## Caratteristiche tecniche
Prima punta, forte fisicamente, bravo di testa e abile nel gioco aereo. È in grado di fare reparto da solo, e di far salire la squadra. Predilige tenere palla, favorendo l'inserimento dei compagni di squadra, ma non disdegna essere lanciato in profondità, sfruttando le sue doti da opportunista. In carriera è stato schierato nel ruolo di seconda punta.

## Carriera

### Giocatore

#### Club

##### Gli inizi e l'approdo in Italia
Inizia la sua carriera in patria al Partizani Tirana, dove resta per quattro stagioni, prima di trasferirsi in Turchia al Gençlerbirliği nell'inverno del 1998, segnando una rete in undici apparizioni. La stagione seguente accetta l'offerta della Dinamo Zagabria, nel campionato croato.
In seguito si trasferisce alla Reggina. Esordisce in Serie A il 6 febbraio 2000, a 22 anni, nella partita Reggina-Bologna (1-0), subentrando al 55' al posto di Gustavo Reggi. Il 9 aprile realizza la sua prima rete in Serie A, nella partita vinta 1-0 contro il Venezia. Termina la stagione con due reti in 10 presenze. Il 30 settembre 2001 una sua rete decide il derby contro il Cosenza. Il 29 agosto 2003 viene girato in prestito alla Salernitana, con cui segna 8 reti in 38 presenze.
Il 26 agosto 2004 passa in prestito con diritto di riscatto al Verona, in Serie B. Esordisce con i veneti da titolare l'11 settembre nella trasferta persa 3-1 contro il Torino, venendo sostituito al 35' della ripresa da Cossu. La prima rete in campionato arriva alla terza giornata contro il Venezia (sconfitta per 3-2). Mette a segno la sua prima doppietta con gli scaligeri l'8 novembre in Verona-AlbinoLeffe (3-2). Conclude l'annata con 17 reti in 38 apparizioni, tra cui un'altra doppietta siglata nel derby vinto 5-3 contro il L.R. Vicenza.

##### Siena, il passaggio al Chievo e il prestito al Livorno
Il 3 agosto 2005 passa al Siena a titolo definitivo. Mette a segno la sua prima rete con i toscani il 21 settembre contro l'Ascoli (1-1).
Il 28 gennaio 2006 nell'anticipo contro il Palermo valido per la 22ª giornata, mette a segno la sua prima tripletta in Serie A, realizzando tutti e tre i gol che stendono la squadra avversaria. Il 22 giugno 2006 prolunga il suo contratto fino al 2009.
La stagione successiva lo vede spesso relegato come riserva, a causa dell'esplosione del nuovo compagno di squadra Mario Frick. L'11 gennaio 2007 viene acquistato a titolo definitivo dal Chievo. Terminerà l'annata - conclusasi con la retrocessione dei clivensi - con 5 reti in 19 presenze, tra cui una doppietta nell'incontro vinto 3-0 contro il Torino.
Il 31 agosto 2007 passa in prestito al Livorno. Esordisce con i toscani il 2 settembre in Livorno-Palermo (2-4), subentrando al 36' al posto di Tavano. Mette a segno la sua prima rete con i labronici il 27 gennaio 2008 contro la Juventus (1-3 per i bianconeri). In toscana delude le aspettative, concludendo la stagione con 2 reti. I labronici chiuderanno all'ultimo posto, retrocedendo nella serie cadetta.
Terminato il prestito rientra al Chievo. In scadenza di contratto, il 3 giugno 2010 dichiara di aver rifiutato il rinnovo contrattuale, rimanendo così svincolato.

##### Cesena
Il 22 luglio 2010 passa al Cesena a parametro zero. Segna il suo primo goal con i romagnoli l'11 settembre 2010 in Cesena-Milan, partita poi vinta 2-0.
Si ripete la settimana successiva contro il Lecce (1-0 il finale), rete che proietta dopo tre giornate il Cesena in testa alla classifica. Chiude la stagione con 35 presenze e 8 reti all'attivo, confermandosi come secondo miglior realizzatore della squadra, alle spalle, con un solo goal di svantaggio, a Jiménez.
La stagione successiva viene schierato con continuità solo in Coppa Italia, dove trascina la squadra agli ottavi di finale. Poco utilizzato in campionato, nella sessione invernale di calciomercato si trasferisce al Siena.

##### Ritorno al Siena
Il 31 gennaio 2012, nell'ultimo giorno del calciomercato invernale si trasferisce al Siena, facendovi così ritorno dopo l'esperienza fatta dal 2005 al 2007.
Esordisce con i toscani il 22 febbraio 2012, nella sconfitta interna contro il Catania (0-1 per gli etnei). Segna la sua prima rete in campionato il 26 febbraio 2012 nella vittoria interna contro il Palermo (4-1). Si ripete nelle due settimane successive contro Cagliari e Cesena, sua ex squadra.
Conclude la stagione con 11 presenze e 4 gol.
Poco utilizzato sotto la guida di Serse Cosmi, con l'arrivo di Beppe Iachini sulla panchina dei toscani, torna ad essere impiegato con continuità, terminando l'annata, conclusa con la retrocessione, con 18 presenze in campionato (di cui solo quattro da titolare) e 2 in Coppa Italia, segnando 2 reti, di cui una importante in chiave salvezza segnata il 20 gennaio 2013 nello scontro diretto contro la Sampdoria.
Rimasto senza contratto, il 22 luglio seguente parte per il ritiro a Coverciano dei calciatori svincolati sotto l'egida dell'Associazione Italiana Calciatori.

#### Nazionale
Il 9 ottobre 1996 esordisce con la nazionale albanese Under-21 in Albania-Portogallo (2-4), partita di qualificazione agli Europei U-21 1998, rimediando un'espulsione pochi minuti dopo essere andato a segno. In seguito scenderà in campo in altre sei occasioni, senza andare in rete.
Esordisce in nazionale il 24 aprile 1996 in Bosnia ed Erzegovina-Albania (0-0), subentrando all'86' al posto di Nevil Dede. Mette a segno la sua prima rete in nazionale il 10 febbraio 1999 contro la Macedonia in amichevole (vittoria per 2-0). Il 15 novembre 2000 in Albania-Malta (3-0), segna la sua prima doppietta con le Aquile Nere.
Stabilmente titolare sotto la guida di Hans-Peter Briegel, prende parte a otto dei dodici incontri validi per le qualificazioni ai Mondiali 2006, segnando quattro reti, tra cui una doppietta (la prima in partite ufficiali) contro l'Ucraina a Dnipropetrovs'k (2-2 il finale). La selezione non riuscirà tuttavia a qualificarsi per la competizione.
Il 2 settembre 2011 va a segno contro la Francia (sconfitta per 1-2), nell'incontro di qualificazione per gli Europei 2012, superando il precedente primato di Alban Bushi (fermatosi a 14 reti) nella classifica dei migliori marcatori di sempre della nazionale albanese, diventando il calciatore più prolifico delle Aquile Nere.

### Dopo il ritiro
(Erjon Bogdani, 13 ottobre 2015.)
Appesi gli scarpini al chiodo, il 13 agosto 2014 entra a far parte dello staff della nazionale albanese nelle vesti di osservatore. Il 29 agosto 2015 viene scelto da Gianni De Biasi - CT della nazionale albanese - come nuovo assistente. L'11 ottobre 2015 l'Albania ottiene - in virtù del successo per 3-0 in trasferta contro l'Armenia - la sua prima storica qualificazione agli Europei.
L'8 dicembre 2016 viene nominato CT della selezione Under-19. Il 10 agosto 2022 viene nominato responsabile dell'area scouting del settore giovanile del Palermo. Incarico che ricopre fino al 2024.

## Statistiche

### Presenze e reti nei club
| Stagione                | Squadra                 | Campionato              | Campionato | Campionato | Coppe nazionali | Coppe nazionali | Coppe nazionali | Coppe continentali | Coppe continentali | Coppe continentali | Altre coppe | Altre coppe | Altre coppe | Totale | Totale |
| Stagione                | Squadra                 | Comp                    | Pres       | Reti       | Comp            | Pres            | Reti            | Comp               | Pres               | Reti               | Comp        | Pres        | Reti        | Pres   | Reti   |
| ----------------------- | ----------------------- | ----------------------- | ---------- | ---------- | --------------- | --------------- | --------------- | ------------------ | ------------------ | ------------------ | ----------- | ----------- | ----------- | ------ | ------ |
| 1993-1994               | Partizani Tirana        | KP                      | 7          | 0          | KS              | -               | -               | UCL                | -                  | -                  | -           | -           | -           | 7      | 0      |
| 1994-1995               | Partizani Tirana        | KP                      | 13         | 2          | KS              | -               | -               | -                  | -                  | -                  | -           | -           | -           | 13     | 2      |
| 1995-1996               | Partizani Tirana        | KP                      | 20         | 2          | KS              | -               | -               | CU                 | 2                  | 0                  | -           | -           | -           | 22     | 2      |
| 1996-1997               | Partizani Tirana        | KP                      | 14         | 4          | KS              | 1               | 0               | -                  | -                  | -                  | -           | -           | -           | 15     | 4      |
| 1997-gen. 1998          | Partizani Tirana        | KP                      | 15         | 13         | KS              | -               | -               | -                  | -                  | -                  | -           | -           | -           | 15     | 13     |
| Totale Partizani Tirana | Totale Partizani Tirana | Totale Partizani Tirana | 69         | 21         |                 | 1               | 0               |                    | 2                  | 0                  |             | -           | -           | 72     | 21     |
| gen.-giu. 1998          | Gençlerbirliği          | SL                      | 11         | 1          | TK              | -               | -               | -                  | -                  | -                  | -           | -           | -           | 11     | 1      |
| 1998-1999               | Dinamo Zagabria         | 1. HNL                  | 14         | 6          | CC              | 0               | 0               | UCL                | 0                  | 0                  | -           | -           | -           | 14     | 6      |
| 1999-gen. 2000          | Dinamo Zagabria         | 1. HNL                  | 12         | 2          | CC              | 2               | 3               | UCL                | 0                  | 0                  | -           | -           | -           | 14     | 5      |
| Totale Dinamo Zagabria  | Totale Dinamo Zagabria  | Totale Dinamo Zagabria  | 26         | 8          |                 | 2               | 3               |                    | 0                  | 0                  |             | -           | -           | 28     | 11     |
| gen.-giu. 2000          | Reggina                 | A                       | 10         | 2          | CI              | -               | -               | -                  | -                  | -                  | -           | -           | -           | 10     | 2      |
| 2000-2001               | Reggina                 | A                       | 17+2       | 1          | CI              | 2               | 0               | -                  | -                  | -                  | -           | -           | -           | 21     | 1      |
| 2001-2002               | Reggina                 | B                       | 31         | 7          | CI              | 1               | 0               | -                  | -                  | -                  | -           | -           | -           | 32     | 7      |
| 2002-2003               | Reggina                 | A                       | 10+1       | 1          | CI              | 5               | 0               | -                  | -                  | -                  | -           | -           | -           | 16     | 1      |
| Totale Reggina          | Totale Reggina          | Totale Reggina          | 68+3       | 11         |                 | 8               | 0               |                    | -                  | -                  |             | -           | -           | 79     | 11     |
| 2003-2004               | Salernitana             | B                       | 38         | 8          | CI              | 0               | 0               | -                  | -                  | -                  | -           | -           | -           | 38     | 8      |
| 2004-2005               | Verona                  | B                       | 38         | 17         | CI              | 1               | 0               | -                  | -                  | -                  | -           | -           | -           | 39     | 17     |
| 2005-2006               | Siena                   | A                       | 34         | 11         | CI              | 0               | 0               | -                  | -                  | -                  | -           | -           | -           | 34     | 11     |
| 2006-gen. 2007          | Siena                   | A                       | 15         | 2          | CI              | 2               | 2               | -                  | -                  | -                  | -           | -           | -           | 17     | 4      |
| gen.-giu. 2007          | Chievo                  | A                       | 19         | 5          | CI              | 1               | 0               | -                  | -                  | -                  | -           | -           | -           | 20     | 5      |
| ago. 2007               | Chievo                  | B                       | 0          | 0          | CI              | 1               | 0               | -                  | -                  | -                  | -           | -           | -           | 1      | 0      |
| ago. 2007-2008          | Livorno                 | A                       | 28         | 2          | CI              | -               | -               | -                  | -                  | -                  | -           | -           | -           | 28     | 2      |
| 2008-2009               | Chievo                  | A                       | 21         | 1          | CI              | 1               | 0               | -                  | -                  | -                  | -           | -           | -           | 22     | 1      |
| 2009-2010               | Chievo                  | A                       | 21         | 2          | CI              | 2               | 1               | -                  | -                  | -                  | -           | -           | -           | 23     | 3      |
| Totale Chievo           | Totale Chievo           | Totale Chievo           | 61         | 8          |                 | 5               | 1               |                    | -                  | -                  |             | -           | -           | 66     | 9      |
| 2010-2011               | Cesena                  | A                       | 35         | 8          | CI              | 0               | 0               | -                  | -                  | -                  | -           | -           | -           | 35     | 8      |
| 2011-gen. 2012          | Cesena                  | A                       | 14         | 0          | CI              | 3               | 2               | -                  | -                  | -                  | -           | -           | -           | 17     | 2      |
| Totale Cesena           | Totale Cesena           | Totale Cesena           | 49         | 8          |                 | 3               | 2               |                    | -                  | -                  |             | -           | -           | 52     | 10     |
| gen.-giu. 2012          | Siena                   | A                       | 11         | 4          | CI              | 2               | 0               | -                  | -                  | -                  | -           | -           | -           | 13     | 4      |
| 2012-2013               | Siena                   | A                       | 18         | 2          | CI              | 2               | 0               | -                  | -                  | -                  | -           | -           | -           | 20     | 2      |
| Totale Siena            | Totale Siena            | Totale Siena            | 78         | 19         |                 | 6               | 2               |                    | -                  | -                  |             | -           | -           | 84     | 21     |
| Totale carriera         | Totale carriera         | Totale carriera         | 469        | 103        |                 | 26              | 8               |                    | 2                  | 0                  |             | -           | -           | 497    | 111    |

### Cronologia presenze e reti in nazionale
| Cronologia completa delle presenze e delle reti in nazionale ― Albania | Cronologia completa delle presenze e delle reti in nazionale ― Albania | Cronologia completa delle presenze e delle reti in nazionale ― Albania | Cronologia completa delle presenze e delle reti in nazionale ― Albania | Cronologia completa delle presenze e delle reti in nazionale ― Albania | Cronologia completa delle presenze e delle reti in nazionale ― Albania | Cronologia completa delle presenze e delle reti in nazionale ― Albania | Cronologia completa delle presenze e delle reti in nazionale ― Albania |
| Data                                                                   | Città                                                                  | In casa                                                                | Risultato                                                              | Ospiti                                                                 | Competizione                                                           | Reti                                                                   | Note                                                                   |
| ---------------------------------------------------------------------- | ---------------------------------------------------------------------- | ---------------------------------------------------------------------- | ---------------------------------------------------------------------- | ---------------------------------------------------------------------- | ---------------------------------------------------------------------- | ---------------------------------------------------------------------- | ---------------------------------------------------------------------- |
| 24-4-1996                                                              | Zenica                                                                 | Bosnia ed Erzegovina                                                   | 0 – 0                                                                  | Albania                                                                | Amichevole                                                             | -                                                                      | 86’                                                                    |
| 21-1-1998                                                              | Antalya                                                                | Turchia                                                                | 1 – 4                                                                  | Albania                                                                | Amichevole                                                             | -                                                                      | 72’                                                                    |
| 19-8-1998                                                              | Nicosia                                                                | Cipro                                                                  | 3 – 2                                                                  | Albania                                                                | Amichevole                                                             | -                                                                      | 75’                                                                    |
| 10-2-1999                                                              | Tirana                                                                 | Albania                                                                | 2 – 0                                                                  | Macedonia                                                              | Amichevole                                                             | 1                                                                      | 80’                                                                    |
| 5-6-1999                                                               | Tirana                                                                 | Albania                                                                | 1 – 2                                                                  | Norvegia                                                               | Qual. Euro 2000                                                        | -                                                                      | 81’                                                                    |
| 9-6-1999                                                               | Tirana                                                                 | Albania                                                                | 0 – 1                                                                  | Slovenia                                                               | Qual. Euro 2000                                                        | -                                                                      | 73’                                                                    |
| 18-8-1999                                                              | Lubiana                                                                | Slovenia                                                               | 2 – 0                                                                  | Albania                                                                | Qual. Euro 2000                                                        | -                                                                      | 60’                                                                    |
| 4-9-1999                                                               | Tirana                                                                 | Albania                                                                | 3 – 3                                                                  | Lettonia                                                               | Qual. Euro 2000                                                        | -                                                                      | 73’                                                                    |
| 6-10-1999                                                              | Atene                                                                  | Grecia                                                                 | 2 – 0                                                                  | Albania                                                                | Qual. Euro 2000                                                        | -                                                                      | 84’                                                                    |
| 9-10-1999                                                              | Tirana                                                                 | Albania                                                                | 2 – 0                                                                  | Georgia                                                                | Qual. Euro 2000                                                        | -                                                                      | 90’                                                                    |
| 15-8-2000                                                              | Tirana                                                                 | Albania                                                                | 0 – 0                                                                  | Cipro                                                                  | Amichevole                                                             | -                                                                      | 46’                                                                    |
| 11-10-2000                                                             | Tirana                                                                 | Albania                                                                | 2 – 0                                                                  | Grecia                                                                 | Qual. Mondiali 2002                                                    | -                                                                      | 85’                                                                    |
| 15-11-2000                                                             | Tirana                                                                 | Albania                                                                | 3 – 0                                                                  | Malta                                                                  | Amichevole                                                             | 2                                                                      |                                                                        |
| 2-6-2001                                                               | Candia                                                                 | Grecia                                                                 | 1 – 0                                                                  | Albania                                                                | Qual. Mondiali 2002                                                    | -                                                                      | 70’                                                                    |
| 1-9-2001                                                               | Tirana                                                                 | Albania                                                                | 0 – 2                                                                  | Finlandia                                                              | Qual. Mondiali 2002                                                    | -                                                                      | 64’                                                                    |
| 5-9-2001                                                               | Newcastle upon Tyne                                                    | Inghilterra                                                            | 2 – 0                                                                  | Albania                                                                | Qual. Mondiali 2002                                                    | -                                                                      | 56’                                                                    |
| 13-2-2002                                                              | Hesperange                                                             | Lussemburgo                                                            | 0 – 0                                                                  | Albania                                                                | Amichevole                                                             | -                                                                      |                                                                        |
| 27-3-2002                                                              | Tirana                                                                 | Albania                                                                | 1 – 0                                                                  | Azerbaigian                                                            | Amichevole                                                             | -                                                                      | 70’                                                                    |
| 30-4-2003                                                              | Sofia                                                                  | Bulgaria                                                               | 2 – 0                                                                  | Albania                                                                | Amichevole                                                             | -                                                                      | 46’                                                                    |
| 9-2-2005                                                               | Tirana                                                                 | Albania                                                                | 0 – 2                                                                  | Ucraina                                                                | Qual. Mondiali 2006                                                    | -                                                                      | 65’                                                                    |
| 26-3-2005                                                              | Istanbul                                                               | Turchia                                                                | 2 – 0                                                                  | Albania                                                                | Qual. Mondiali 2006                                                    | -                                                                      |                                                                        |
| 30-3-2005                                                              | Il Pireo                                                               | Grecia                                                                 | 2 – 0                                                                  | Albania                                                                | Qual. Mondiali 2006                                                    | -                                                                      | 65’                                                                    |
| 4-6-2005                                                               | Tirana                                                                 | Albania                                                                | 3 – 2                                                                  | Georgia                                                                | Qual. Mondiali 2006                                                    | -                                                                      | 66’                                                                    |
| 8-6-2005                                                               | Copenaghen                                                             | Danimarca                                                              | 3 – 1                                                                  | Albania                                                                | Qual. Mondiali 2006                                                    | 1                                                                      |                                                                        |
| 17-8-2005                                                              | Tirana                                                                 | Albania                                                                | 2 – 1                                                                  | Azerbaigian                                                            | Amichevole                                                             | -                                                                      | 46’                                                                    |
| 3-9-2005                                                               | Tirana                                                                 | Albania                                                                | 2 – 1                                                                  | Kazakistan                                                             | Qual. Mondiali 2006                                                    | 1                                                                      | 85’                                                                    |
| 8-10-2005                                                              | Dnipropetrovs'k                                                        | Ucraina                                                                | 2 – 2                                                                  | Albania                                                                | Qual. Mondiali 2006                                                    | 2                                                                      |                                                                        |
| 12-10-2005                                                             | Tirana                                                                 | Albania                                                                | 0 – 1                                                                  | Turchia                                                                | Qual. Mondiali 2006                                                    | -                                                                      |                                                                        |
| 1-3-2006                                                               | Tirana                                                                 | Albania                                                                | 1 – 2                                                                  | Lituania                                                               | Amichevole                                                             | -                                                                      | 46’                                                                    |
| 22-3-2006                                                              | Tirana                                                                 | Albania                                                                | 0 – 0                                                                  | Georgia                                                                | Amichevole                                                             | -                                                                      | 85’                                                                    |
| 16-8-2006                                                              | Serravalle                                                             | San Marino                                                             | 0 – 3                                                                  | Albania                                                                | Amichevole                                                             | -                                                                      |                                                                        |
| 2-9-2006                                                               | Minsk                                                                  | Bielorussia                                                            | 2 – 2                                                                  | Albania                                                                | Qual. Euro 2008                                                        | -                                                                      |                                                                        |
| 6-9-2006                                                               | Tirana                                                                 | Albania                                                                | 0 – 2                                                                  | Romania                                                                | Qual. Euro 2008                                                        | -                                                                      | 40’ 63’                                                                |
| 11-10-2006                                                             | Amsterdam                                                              | Paesi Bassi                                                            | 2 – 1                                                                  | Albania                                                                | Qual. Euro 2008                                                        | -                                                                      | 79’                                                                    |
| 7-2-2007                                                               | Scutari                                                                | Albania                                                                | 0 – 1                                                                  | Macedonia                                                              | Amichevole                                                             | -                                                                      | 46’                                                                    |
| 24-3-2007                                                              | Scutari                                                                | Albania                                                                | 0 – 0                                                                  | Slovenia                                                               | Qual. Euro 2008                                                        | -                                                                      | 89’                                                                    |
| 28-3-2007                                                              | Sofia                                                                  | Bulgaria                                                               | 0 – 0                                                                  | Albania                                                                | Qual. Euro 2008                                                        | -                                                                      |                                                                        |
| 6-6-2007                                                               | Lussemburgo                                                            | Lussemburgo                                                            | 0 – 3                                                                  | Albania                                                                | Qual. Euro 2008                                                        | -                                                                      |                                                                        |
| 22-8-2007                                                              | Tirana                                                                 | Albania                                                                | 3 – 0                                                                  | Malta                                                                  | Amichevole                                                             | -                                                                      | 21’                                                                    |
| 12-9-2007                                                              | Tirana                                                                 | Albania                                                                | 0 – 1                                                                  | Paesi Bassi                                                            | Qual. Euro 2008                                                        | -                                                                      | 83’                                                                    |
| 13-10-2007                                                             | Celje                                                                  | Slovenia                                                               | 0 – 0                                                                  | Albania                                                                | Qual. Euro 2008                                                        | -                                                                      |                                                                        |
| 17-10-2007                                                             | Tirana                                                                 | Albania                                                                | 1 – 1                                                                  | Bulgaria                                                               | Qual. Euro 2008                                                        | -                                                                      |                                                                        |
| 17-11-2007                                                             | Tirana                                                                 | Albania                                                                | 2 – 4                                                                  | Bielorussia                                                            | Qual. Euro 2008                                                        | 1                                                                      |                                                                        |
| 21-11-2007                                                             | Bucarest                                                               | Romania                                                                | 6 – 1                                                                  | Albania                                                                | Qual. Euro 2008                                                        | -                                                                      | 83’                                                                    |
| 27-5-2008                                                              | Reutlingen                                                             | Polonia                                                                | 1 – 0                                                                  | Albania                                                                | Amichevole                                                             | -                                                                      | 45’                                                                    |
| 10-9-2008                                                              | Tirana                                                                 | Albania                                                                | 3 – 0                                                                  | Malta                                                                  | Qual. Mondiali 2010                                                    | 1                                                                      | 73’                                                                    |
| 11-10-2008                                                             | Budapest                                                               | Ungheria                                                               | 2 – 0                                                                  | Albania                                                                | Qual. Mondiali 2010                                                    | -                                                                      |                                                                        |
| 15-10-2008                                                             | Braga                                                                  | Portogallo                                                             | 0 – 0                                                                  | Albania                                                                | Qual. Mondiali 2010                                                    | -                                                                      | 45’                                                                    |
| 11-2-2009                                                              | Ta' Qali                                                               | Malta                                                                  | 0 – 0                                                                  | Albania                                                                | Qual. Mondiali 2010                                                    | -                                                                      | 79’                                                                    |
| 6-6-2009                                                               | Tirana                                                                 | Albania                                                                | 1 – 2                                                                  | Portogallo                                                             | Qual. Mondiali 2010                                                    | 1                                                                      | 64’                                                                    |
| 12-8-2009                                                              | Tirana                                                                 | Albania                                                                | 6 – 1                                                                  | Cipro                                                                  | Amichevole                                                             | 1                                                                      | 67’                                                                    |
| 9-9-2009                                                               | Tirana                                                                 | Albania                                                                | 1 – 1                                                                  | Danimarca                                                              | Qual. Mondiali 2010                                                    | 1                                                                      | 75’                                                                    |
| 14-10-2009                                                             | Solna                                                                  | Svezia                                                                 | 4 – 1                                                                  | Albania                                                                | Qual. Mondiali 2010                                                    | -                                                                      | 87’                                                                    |
| 3-3-2010                                                               | Tirana                                                                 | Albania                                                                | 1 – 0                                                                  | Irlanda del Nord                                                       | Amichevole                                                             | -                                                                      | 45’                                                                    |
| 25-5-2010                                                              | Podgorica                                                              | Montenegro                                                             | 0 – 1                                                                  | Albania                                                                | Amichevole                                                             | -                                                                      | 63’                                                                    |
| 11-8-2010                                                              | Tirana                                                                 | Albania                                                                | 1 – 0                                                                  | Uzbekistan                                                             | Amichevole                                                             | -                                                                      | 55’                                                                    |
| 3-9-2010                                                               | Piatra Neamț                                                           | Romania                                                                | 1 – 1                                                                  | Albania                                                                | Qual. Euro 2012                                                        | -                                                                      | 57’                                                                    |
| 7-9-2010                                                               | Tirana                                                                 | Albania                                                                | 1 – 0                                                                  | Lussemburgo                                                            | Qual. Euro 2012                                                        | -                                                                      | 85’                                                                    |
| 8-10-2010                                                              | Tirana                                                                 | Albania                                                                | 1 – 1                                                                  | Bosnia ed Erzegovina                                                   | Qual. Euro 2012                                                        | -                                                                      | 9’ 45’                                                                 |
| 9-2-2011                                                               | Tirana                                                                 | Albania                                                                | 1 – 2                                                                  | Slovenia                                                               | Amichevole                                                             | -                                                                      | 64’                                                                    |
| 26-3-2011                                                              | Tirana                                                                 | Albania                                                                | 1 – 0                                                                  | Bielorussia                                                            | Qual. Euro 2012                                                        | -                                                                      | 75’                                                                    |
| 7-6-2011                                                               | Zenica                                                                 | Bosnia ed Erzegovina                                                   | 2 – 0                                                                  | Albania                                                                | Qual. Euro 2012                                                        | -                                                                      | 45’                                                                    |
| 10-8-2011                                                              | Scutari                                                                | Albania                                                                | 3 – 2                                                                  | Montenegro                                                             | Amichevole                                                             | 1                                                                      | 60’                                                                    |
| 2-9-2011                                                               | Tirana                                                                 | Albania                                                                | 1 – 2                                                                  | Francia                                                                | Qual. Euro 2012                                                        | 1                                                                      |                                                                        |
| 6-9-2011                                                               | Lussemburgo                                                            | Lussemburgo                                                            | 2 – 1                                                                  | Albania                                                                | Qual. Euro 2012                                                        | 1                                                                      | 85’, 85’                                                               |
| 11-10-2011                                                             | Tirana                                                                 | Albania                                                                | 1 – 1                                                                  | Romania                                                                | Qual. Euro 2012                                                        | -                                                                      | 45’                                                                    |
| 11-11-2011                                                             | Tirana                                                                 | Albania                                                                | 0 – 1                                                                  | Azerbaigian                                                            | Amichevole                                                             | -                                                                      | 45’                                                                    |
| 22-5-2012                                                              | Madrid                                                                 | Qatar                                                                  | 1 – 2                                                                  | Albania                                                                | Amichevole                                                             | 1                                                                      | 61’                                                                    |
| 15-8-2012                                                              | Tirana                                                                 | Albania                                                                | 0 – 0                                                                  | Moldavia                                                               | Amichevole                                                             | -                                                                      | 46’                                                                    |
| 7-9-2012                                                               | Tirana                                                                 | Albania                                                                | 3 – 1                                                                  | Cipro                                                                  | Qual. Mondiali 2014                                                    | 1                                                                      | 72’ 87’                                                                |
| 11-9-2012                                                              | Lucerna                                                                | Svizzera                                                               | 2 – 0                                                                  | Albania                                                                | Qual. Mondiali 2014                                                    | -                                                                      | 55’                                                                    |
| 12-10-2012                                                             | Tirana                                                                 | Albania                                                                | 1 – 2                                                                  | Islanda                                                                | Qual. Mondiali 2014                                                    | -                                                                      | 85’                                                                    |
| 6-2-2013                                                               | Tirana                                                                 | Albania                                                                | 1 – 2                                                                  | Georgia                                                                | Amichevole                                                             | 1                                                                      | 66’                                                                    |
| 22-3-2013                                                              | Oslo                                                                   | Norvegia                                                               | 0 – 1                                                                  | Albania                                                                | Qual. Mondiali 2014                                                    | -                                                                      | 74’                                                                    |
| 26-3-2013                                                              | Tirana                                                                 | Albania                                                                | 4 – 1                                                                  | Lituania                                                               | Amichevole                                                             | -                                                                      | Cap. 70’                                                               |
| Totale                                                                 |                                                                        | Presenze (6º posto)                                                    | 75                                                                     |                                                                        | Reti (1º posto)                                                        | 18                                                                     |                                                                        |

## Palmarès

### Club

#### Competizioni nazionali
- Coppa d'Albania: 1

Partizani Tirana: 1996-1997
- Campionato croato: 1

Dinamo Zagabria: 1998-1999
- Campionato italiano di Serie B: 1

Reggina: 2001-2002

### Individuale
- Calciatore albanese dell'anno: 1

2005